# Sauðafell (kulle i Island, Norðurland eystra, lat 65,87, long -16,39)
Sauðafell är en kulle i republiken Island. Den ligger i regionen Norðurland eystra, 300 km nordost om huvudstaden Reykjavík. Toppen på Sauðafell är 431 meter över havet, eller 109 meter över den omgivande terrängen. Bredden vid basen är 4,3 km.
Trakten runt Sauðafell är nära nog obefolkad, med mindre än två invånare per kvadratkilometer. Det finns inga samhällen i närheten. Trakten runt Sauðafell består i huvudsak av gräsmarker.